# 松江传媒文化集团
松江传媒文化集团（英語：SKT Media & Entertainment Group)，創立於2013年7月3日。松江主要业务为投资、制作、发行和宣传马来西亚本地电影，同时积极发展海外电影合作项目。

## 电影
| 年份                       | 电影名称                  | 演员名称                                                   |
| 2015年                     | 小电影                    | 陈立谦、钟瑾桦、林健辉、曾耀祖、Fuying & Sam、林凯丰、王淇 |
| 2015年                     | 东主有喜                  | 王雷、梁智強、邓绣金、陳立謙、王欣、可晴                   |
| 2015年                     | 宅男女神杀人狂/野狼與瑪莉 | 朱俊丞, 連詩雅, 張睿家, TWINKO等                           |
| 2015年                     | 陌路惊笑                  | 张峻宁, 唐文龙, 何昊阳, 张炜迅等                           |
| 2015年                     | GANGSTEROCK               |                                                            |
| 2015年                     | 华Xiao英雄                | 關德輝, 朱咪咪, 李馨巧, 黎明                               |
| 2014年                     | 后备空姐                  | 赵奕欢, 刘宇珽, 文卓, 秦汉擂, 邹杨， TWINKO                |
| 2013年                     | 守夜Seventh               | Gino, 王欣, 陈立谦等                                       |
| 参与：马来西亚联合发行     |                           |                                                            |
| 2014年                     | 窃听风云3                 | 劉青雲， 古天樂, 吳彥祖， 周迅，吳孟達， 林家棟等          |
| 2013年                     | 警察故事2013              | 成龙， 刘烨， 景甜等                                       |
| 2013年                     | 风暴                      | 劉德華, 姚晨, 林家棟, 胡軍, 呂良偉                         |
| 参与：投资                 |                           |                                                            |
| 2016年                     | 我们的故事2               |                                                            |
| 2016年                     | 我们的故事                |                                                            |
| 2015年                     | 我的真命天子              |                                                            |
| 2014年                     | 惧场                      |                                                            |
| 2013年                     | 哥妹俩之惊历48            | 陈之财， 李馨巧， 叶良财， 谢佳见， 罗敏儿， 叶子诚        |
| 参与：霹雳怡保实地协助拍摄 |                           |                                                            |
| 2014年                     | 六福喜事                  | 黃百鳴, 曾志偉, 吳君如, 鄭中基, 薛凱琪                     |

## 旗下艺人
| 国籍     | 艺人名字 |
| -------- | -------- |
| 新加坡   | 王欣     |
| 马来西亚 | 东于哲   |
| 马来西亚 | 陈立谦   |
| 臺灣     | TWINKO   |

## 外部連結
- 松江传媒文化集团
- SKT Media & Entertainment Group的Facebook專頁
- YouTube上的SKT Media & Entertainment Group頻道